# Tunică albuginea (penis)
Tunica albuginea este învelișul fibros care se extinde pe lungimea corpului cavernos al penisului (care conține țesut erectil) și a corpului spongios (care conține uretra masculină). Este o structură cu două straturi care include un strat longitudinal exterior și un strat circular interior. Se compune din aproximativ 5% elastină, restul constând în principal din colagen. 
Tunica albuginea este direct implicată în menținerea erecției; acest lucru se datorează fasciei profunde (Buck) care constrânge venele cu rol în erecția penisului, împiedicând întoarcerea sângelui și susținând astfel starea erectă. Venele cu rol în erecție includ vena dorsală profundă, cele două vene cavernoase și cele patru vene para-arteriale.
Trabeculele tunicii albuginei sunt delicate, aproape uniforme ca dimensiune, iar ochiurile dintre ele mai mici decât cele din corpul cavernos al penisului: diametrul lor lung, în mare parte, corespunde cu cel al penisului.
Învelișul extern sau stratul exterior al corpului spongios este format parțial din fibre musculare neîntinse și un strat din același țesut care înconjoară canalul uretrei.

## Imagini suplimentare

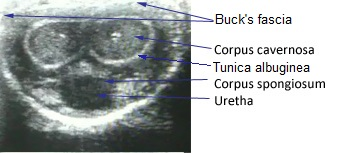
Ecografie medicală a unui penis normal